# Новая Альдашла
Новая Альдашла (баш. Яңы Әлтәшле) — деревня в Гафурийском районе Башкортостана, входит в состав Ташлинского сельсовета.

## Население
| 2002 | 2009 | 2010 |
| ---- | ---- | ---- |
| 4    | ↘2   | ↗3   |

Согласно переписи 2002 года, преобладающая национальность — башкиры (75 %).

## Географическое положение
Расстояние до:
- районного центра (Красноусольский): 19 км,
- центра сельсовета (Ташла): 7 км,
- ближайшей ж/д станции (Белое Озеро): 53 км.

## Известные уроженцы
- Юмагулова, Венера Ахметовна (родилась 17.9.1955, д. Новая Альдашла Гафурийского района БАССР) — кинорежиссёр, тележурналист, заслуженный деятель искусств Республики Башкортостан (2006); член Союза журналистов Республики Башкортостан (2002); действительный член Евразийской Академии Телевидения и Радио.